# Papua-Neuguinea-Rattanrüstung
Die Papua-Neuguinea-Rattanrüstung ist eine Schutzwaffe aus Papua-Neuguinea.

## Beschreibung
Die Papua-Neuguinea-Rattanrüstung  besteht aus Rattanfasern. Die Rattanstränge werden aufgespalten und die daraus entstehenden Fasern zu dünnen Fäden versponnen. Die Fäden werden zu Seilen verdreht und miteinander in der Form der Rüstungsteile vernäht. Diese Einzelteile werden dann zum Panzer zusammengefügt.
Die Rüstung bedeckt Bauch, Brust, Seiten und Rücken. An der Vorderseite kann der Brustpanzer passend zusammengeschnürt werden, nach oben zum Kopf hin ist er offen und erlaubt Armfreiheit. Das Rückenteil ist verlängert, um den Kopf vor Schlägen und Wurfgeschossen zu schützen, so dass die meisten Einschüsse das Gesäß und die Waden trafen.
Eine Rüstung aus Kokosfasermaterial und ebenfalls hochgezogenem Hinterkopfschutz findet man in Kiribati.

## Weitere Rüstungen aus Naturfasern
- Kiribati-Kokosfaserrüstung